# Jason Danieley
Jason Danieley (St. Louis, 13 luglio 1971) è un attore e cantante statunitense.

## Biografia
Debutta a Broadway nel 1997 come protagonista dell'operetta di Leonard Bernstein Candide, con la regia di Harold Prince, e per la sua performance vince il Theatre World Award e viene candidato al Drama Desk Award al miglior attore protagonista in un musical. Nel 2000 interpreta Malcom nel musical tratto dal film Full Monty - Squattrinati organizzati; nel 2007 è Aaron nel musical di Kander ed Ebb Curtains, con Debra Monk e David Hyde Pierce, ed il ruolo gli vale una candidatura all'Outer Critics Circle Award al miglior attore non protagonista in un musical. 
Dal luglio 2010 al gennaio 2011 torna a Broadway per interpretare Dan nel musical Next to Normal accanto alla moglie Marin Mazzie. Altri ruoli di rilievo sono George in Sunday in the Park with George (Chicago, 2012), Enoch Snow in Carousel (New York, 2013) e Frederich in The Visit (Broadway, 2015).

## Vita privata
Danieley si è stato sposato con l'attrice Marin Mazzie nel 1997: nel 2018 è rimasto vedovo.